# MVV Maastricht
El MVV Maastricht (Maatschappelijke Voetbal Vereniging Maastricht) és un club de futbol neerlandès de la ciutat de Maastricht. Fins a l'any 2011 era anomenat simplement com MVV.

## Història

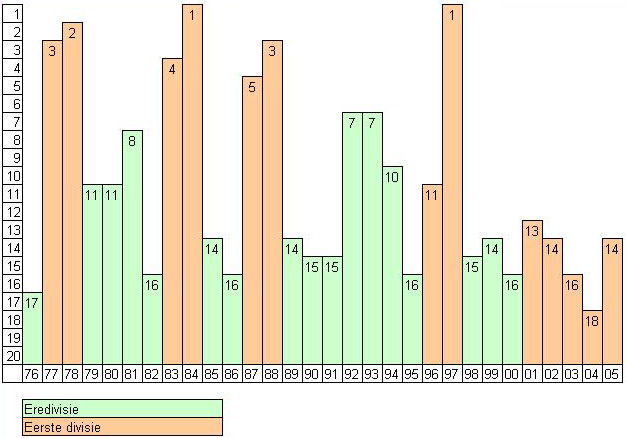
Gràfica MVV 1976-2005

El club nasqué el 2 d'abril de 1902 amb el nom de MVC (Maastricht Futbol Club). Durant els seus primers anys canvià de nom sovint. No fou fins al 1908 que adoptà l'actual MVV (Maatschappelijke Voetbal Vereniging). Les diferents denominacions han estat:
- 1902: fundació amb el nom MVV Maastricht
- 1904: fusió amb el MVC Maastricht esdevenint MFC Maastricht
- 1908: fusió amb el Vitesse Maastricht esdevenint MVV Maastricht'02
- 1910: fusió amb el HBS Maastricht i el Concordia Maastricht mantenint el nom
- 1978: adopció del nom MVV
- 2011: adopció del nom MVV Maastricht

Del 1902 fins al 1976 el club jugà sempre a les màximes categories del futbol neerlandès, però mai assolí el campionat tot i finalitzar diverses vegades en segona posició. L'any 1976 baixà a segona, retornant a la màxima categoria dos anys després. L'any 1980 derrotà l'Ajax per 3-6 en un històric partit, la major derrota dels d'Amsterdam en el seu antic estadi De Meer. De nou perdé la categoria el 1982. El 1984 guanyà la segona divisió, però dos anys tornà a descendir. Un nou ascens el 1988 el portà a l'Eredivisie on es mantingué fins al 1995. De nou trigà dos anys a retornar a primera. L'any 2000 baixà de nou a segona on es manté fins avui (2007).

## Palmarès
- Eerste Divisie:
  - 1984, 1997
- Ascens a l'Eredivisie:[2]
  - 1978, 1988
- Copa Intertoto de la UEFA:
  - 1970

## Jugadors destacats
- Sjo Soons
- Bèr Felix
- Jeu van Bun
- Giel Haenen
- Frans Körver
- Jo Toennaer
- Gerard Bergholtz
- Gerard Hoenen
- Jo Bonfrère
- Fons van Wissen
- Willy Brokamp
- Dick Nanninga
- Chris Coenen
- Frans Rutten
- Nico Mares
- Cees Schapendonk
- Erik Gerets
- Johan Dijkstra
- Rein van Duijnhoven
- Erik Meijer
- Roberto Lanckohr
- Denny Landzaat
- Wilfred Bouma
- Kenneth Perez

## Entrenadors destacats
- Victor Havlicek
- Cor Brom
- Barry Hughes
- George Knobel
- Sef Vergoossen
- Jan Reker
- Frans Körver
- Wim Koevermans
- Ron Elsen
- Roger Reijners
- Rob Delahaye
- Jan van Deinsen
- Andries Jonker
- Jurrie Koolhof